# 다니엘 카블랑 뒹캉

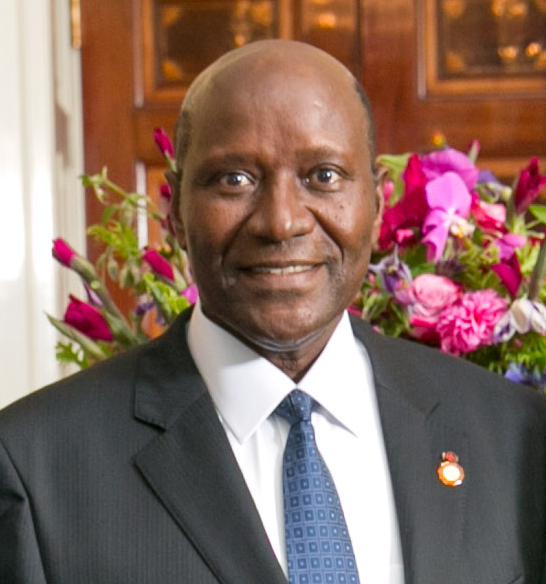

다니엘 카블랑 뒹캉(프랑스어: Daniel Kablan Duncan, 1943년 6월 30일 ~ )은 코트디부아르의 정치인이다. 그는 1993년 12월 11일부터 1999년 12월 24일까지, 2012년 11월부터 2017년 1월까지 총리직을 맡았다. 2011년 6월부터 2012년 11월까지 외무부 장관직을 지냈으며, 부통령직이 부활한 이후 2017년 1월부터 2020년 7월 13일까지 부통령직을 맡기도 했다.